# 海安级无防护巡洋舰
海安级无防护巡洋舰是清朝新式海军所建造的一级木壳蒸汽驱动无防护巡洋舰。该舰级共建造有两艘：“海安”号和“驭远”号，均由江南造船局为南洋水师所建造。
本舰级为木壳无装甲设计，由三桅杆、蒸汽驱动单暗轮提供推进力，装备有大小火炮二十余门，排水量2800吨。作为江南制造局建造的第一型巡洋舰的同时，本级舰也是中国建造的首款超过2000吨的军舰。在20世纪30年代之前都是中国自行建造的最大型水面舰只。首舰原名“镇安”号，是为江南制造局内建造的编号第5号军舰。后被时任两江总督李宗羲于1874年2月更名为“海安”号。其姊妹舰“驭远”号比首舰晚19个月下水。
“海安”号入役后最初被作为训练舰，之后在中法战争中曾被预备当作封锁舰。战后被废弃。“驭远”号建成初期因经费问题而未立即入役南洋水师。中法海战中，“驭远”号随南洋水师南下突破法军封锁台湾，但在石浦海战中被发现沉没。对其沉没原因，至今仍有争议。

## 设计
作为江南制造局建造的第一型巡洋舰，海安级的设计方案受1871年福建船政自行设计建造巡洋舰时所挑选的两个方案中较大型的“阿尔莫里卡”号方案影响。本级设计通体木质结构，未装备装甲。由于在建造时使用了来自俄勒冈州和温哥华的劣质松木，使得两舰木质部分在使用了几个月后就已经出现了明显的腐烂迹象。该舰舰体总长为300英尺（91.44），舷宽13.4（44.0英尺），平均吃水深21英尺（6.4），排水量为2,800公噸（2,756長噸），是中国建造的首款超过2000吨的军舰。全舰木质外壳以铁钉连接捻缝工艺来建造，未装备装甲。“海安”号在江南造船局内的生产编号为第5号，原名“镇远”号，因时任两江总督李宗羲感觉不好而在1874年2月1日改名为“海安”号。姊妹舰“驭远”号在江南造船局内的编号紧随其后为第6号。在1931年“平海”号轻巡洋舰建成归国之前，海安级两舰是中国海军建造并服役的最大型水面舰只。“海安”号和“驭远”号最终的造价达到了35.52万两和31.87万两。预算的超支使两舰建造完成前后的处置受到影响。在被分类为无防护巡洋舰的同时，也有资料将这两舰归为炮船、木壳兵船。
本级舰只的推进系统由4座锅炉为1台1,750匹指示馬力（1,300千瓦特）2缸立式往复式发动机提供蒸汽以驱动单轴暗轮。这使其巡航速度可达到12節（22每小時；14英里每小時）。此外本级两舰还安装了三根桅杆并配备了帆具装备以提供风帆动力。
海安级舰只的出厂武装最初包括2门安装在上层甲板的9英寸（229）克虏伯前膛炮和安装在舷侧的24门70磅惠特沃斯舰炮。在之后的检修中，舷侧舰炮被更换为口径大小不一的克虏伯炮：上层甲板两门为8.2英寸（210），舷侧被更换为4门5.9英寸（150）炮和20门4.7英寸（119）炮。

## 舰只
| 舰名     | 建造者         | 主炮            | 服役     | 服役           | 服役          | 服役                                                        |
| 舰名     | 建造者         | 主炮            | 龙骨敷设 | 下水           | 交付日期      | 结局                                                        |
| -------- | -------------- | --------------- | -------- | -------------- | ------------- | ----------------------------------------------------------- |
| “海安”号 | 大清江南制造局 | 2门90磅克虏伯炮 | 1871年   | 1872年5月24日  | 1874年3月18日 | 1878年8、9月后除名                                          |
| “驭远”号 | 大清江南制造局 | 2门90磅克虏伯炮 | 1873年   | 1873年12月23日 | 1875年冬      | 1885年2月14日与“澄庆”号在混乱中一同沉没，1959年打捞起并拆解 |

## 服役生涯
首舰“海安”号入役后的早期多数时间被作为训练舰使用。1876年前后，本舰曾多次前往日本执行外交任务，其中包括护送驻日公使赴任。两年后的秋天，本舰被拖进江南造船厂的船坞进行维护。中法战争爆发时，为防备法国海军袭击上海，本舰被装满石头拖到黄浦江中预备作为封锁舰使用。但最终法军将攻击目标转向台湾，于是本舰就被拖回港内并在数年后废弃。

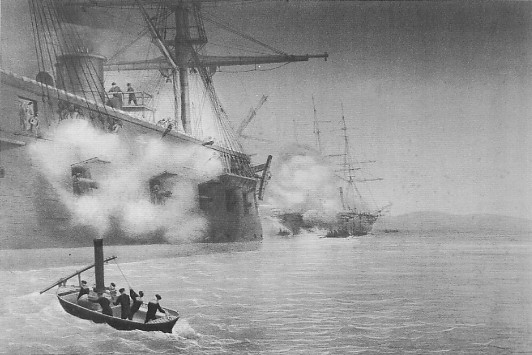
石浦海战中，法军以杆雷攻击南洋水师“驭远”号。

为了打破法军对台湾的封锁，“驭远”号于1884年12月与南洋水师“开济”号、“南琛”号、“南瑞”号无防护巡洋舰以及小型风帆战船“澄庆”号，由吴安康指挥组成援闽编队南下。“驭远”号和“澄庆”号两舰由于航速较慢而与其他几艘巡洋舰拉开了行军距离，由此被法军从中间突进。于是两舰退入石浦港以躲避法军追击。因舰只吨位较大而无法入港的法军在1885年2月14日派杆雷艇进入石浦港内对“驭远”号和“澄庆”号进行偷袭。法军两次行动均未奏效，但两舰在第二天被发现都已经沉没在港内。法军并未承认自己的行动造成了两舰的沉没，因此对这两舰的沉没原因也有猜测是舰上官兵自行凿沉，或者两舰互相盲目对射而导致。“驭远”号也成为中法战争中，中国方面最后损失的舰只，也是损失的最大吨位舰只。

## 脚注

### 引文
1. 1 2 3 4 5 6 7 8 9 10  陈悦 2015，第68頁
2. 1 2  范永进 et al. 2017，第131頁.
3. 1 2 3 4 5 6 7 8 9 10 11 12 13  Wright 2000，第34頁.
4. 1 2 3 4 5 6 7 8 9 10  刘传标 2011，第153頁
5. 1 2 3 4 5 6 7 8 9 10  陈悦 2015，第70頁
6. 1 2 3  Wright 2000，第35頁.
7. ↑  上海通志编纂委员会 2005，第2149頁
8. ↑  许云倩 2015，第240-241頁
9. ↑  陈悦 2015，第68，70頁
10. 1 2  樊百川 2003，第1521頁
11. 1 2 3  《中国舰艇工业历史资料丛书》编辑部 1994，第929頁
12. ↑  姜振寰 & 谢咏梅 2002，第243頁
13. ↑  Chesneau & Kolesnik 1979，第395頁.
14. 1 2 3 4  陈悦 2011，第336頁
15. 1 2 3 4 5 6  《中国舰艇工业历史资料丛书》编辑部 1994，第928頁
16. ↑  Wright 2000，第63頁.
17. ↑  Wright 2000，第66頁.
18. ↑  陈悦 2015，第69頁
19. ↑  Wright 2000，第64頁.
20. ↑  刘传标 2017，第408頁.
21. 1 2 3  Wright 2000，第65頁.
22. ↑  许云倩 2015，第241頁
23. ↑  Sondhaus 2004，第76頁.